# The Girl in the Fireplace

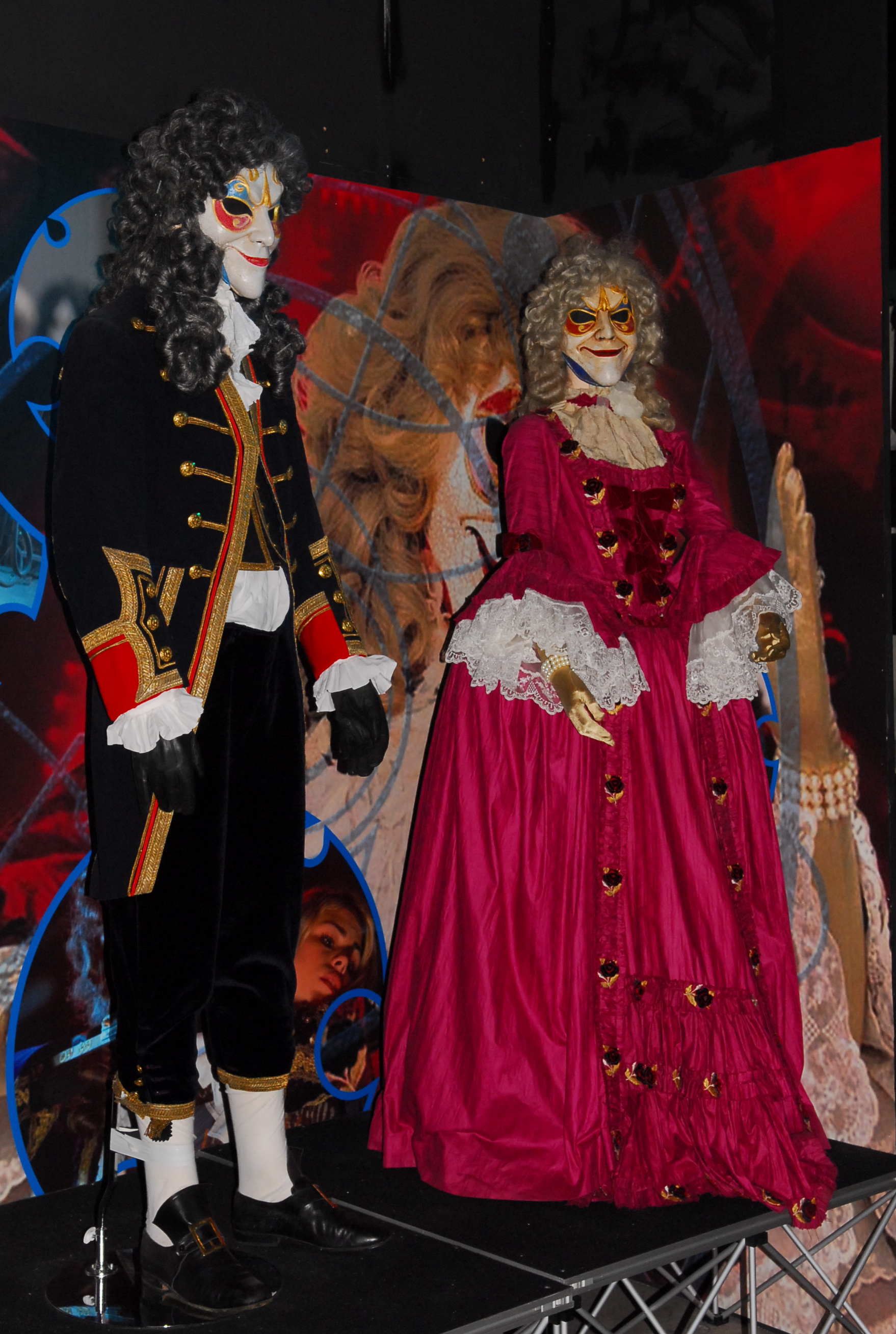
작중 등장하는 시계태엽 로봇

"The Girl in the Fireplace" (KBS 방영 제목: <벽난로 속의 그녀>)는 영국의 공상과학 텔레비전 드라마 《닥터 후》 시즌 2의 네번째 에피소드로, 2006년 5월 6일 영국에서 첫방영되었다. 유로스 린이 감독하고 스티븐 모팻이 해당 시즌에선 유일하게 각본을 맡았다. 소피아 마일스가 퐁파두르 부인으로 특별출연했으며, 오드리 니페네거의 소설 <시간 여행자의 아내>에서 영감을 따왔다.
에피소드에서 닥터 (데이비드 테넌트)와 그의 동행자 로즈 타일러 (빌리 파이퍼), 미키 스미스 (노엘 클라크)는 51세기의 우주선에서 18세기의 프랑스로 통하는 문을 발견하고, 시계태엽 로봇들이 퐁파두르 부인의 삶 속으로 들어갔다는 사실을 알아차리고 이들을 막기 위해 나선다.
드라마 총괄 프로듀서를 맡은 러셀 T 데이비스는 드라마 〈카사노바〉를 위해 사전연구를 진행하던 중 이 아이디어를 처음 떠올렸다고 한다. 그는 이 에피소드를 닥터를 위한 러브스토리로 규정했다. 에피소드는 잉글랜드와 웨일스에서 촬영되었다. 방영 후 다수의 평론가들로부터 극찬을 받았으며, 네불라상에 후보로 지명되는 것은 물론 2007년 휴고상의 단편드라마 부문을 수상하였다.

## 줄거리
버려진 채 우주 공간을 떠돌고 있는 어느 우주선에 타디스가 도착한다. 닥터와 로즈, 미키는 우주선 내부를 탐색하다 왠 18세기 프랑스의 벽난로가 우주선 안에 있는 것을 보고 당황한다. 닥터는 벽난로 사이를 들여다보자 반대편에서 어린 소녀를 만나고 그 소녀에게 누구냐고 묻는다. 소녀는 자신이 르네트라면서 자기가 있는 곳은 1727년 파리라고 대답한다. 그러자 닥터는 이 벽난로가 다른 시공간으로 바로 연결해주는 '시간의 창'일 거라 짐작한다. 닥터는 시간의 창으로 들어가 르네트의 침실로 나오는데, 반대편의 시공간은 그새 몇 달이 흘러 있었다. 닥터는 누군가가 르네트의 침대 아래 숨어있는 것을 발견하자, 18세기 복장을 하고 무도회용 가면을 쓴 채 똑딱거리는 사람이 나와 칼 같은 무기를 팔에서 꺼내 닥터를 위협한다. 닥터는 그 사람을 시간의 창을 통해 우주선으로 돌아가도록 몰고, 냉각 총을 쏴서 꼼짝 못하게 한다. 그제서야 닥터와 로즈, 미키는 그 사람이 사실은 복잡한 시계태엽 로봇이라는 것을 알게 된다. 갑자기 안드로이드가 스스로를 텔레포트 시켜 어디론가 사라지고, 닥터는 미키와 로즈에게 그 안드로이드는 위험하니 찾으러 가지 말라고 경고한 뒤 르네트의 방으로 돌아간다. 하지만 미키와 로즈는 무기를 챙겨 안드로이드를 찾으로 떠난다. 르네트의 방에 아무도 보이지 않자 닥터는 우주선으로 돌아가 로즈와 미키를 다시 찾다가, 시간의 창을 통해 왠 말 한 마리가 우주선으로 들어온 것을 발견한다 (이후 닥터가 아서라는 이름을 붙여줌). 르네트의 침실로 다시 들어온 닥터는 그 소녀가 이젠 젋은 숙녀가 되었음을 알게 된다. 그녀는 닥터에게 구애를 하다 결국 키스하고, 어머니를 뵈러 떠난다. 그런 뒤 닥터는 그녀가 루이 15세의 정부였던 퐁파두르 부인이란 걸 깨닫게 된다.
다시 우주선에서 닥터와 로즈, 미키는 이밖에도 시간의 창이 여러 개 더 있는 것을 발견하고, 각각의 창이 퐁파두르 부인의 일생 속의 순간과 통해 있다는 것을 알게 된다. 그 중 어느 시간의 창에서 닥터는 또다른 시계태엽 로봇이 퐁파두르 부인을 위협하는 걸 발견하고 창 속으로 들어가 그녀를 지킨다. 닥터는 안드로이드와 대화할 수 있도록 르네트에게 명령하라고 하고, 안드로이드는 르네트의 명령에 순순히 따른다. 이후 안드로이드는 자신들이 수리용 안드로이드이며 우주선이 이온 폭풍에 휩쓸려 손상되었다고 이야기를 꺼낸다. 우주선을 고치는 데 필요한 부품이 남아있지 않자 안드로이드는 승무원들을 죽여 그들의 장기를 우주선 수리에 썼다고 밝힌다. 그리고 그렇게 마지막으로 남은 것이 르네트의 두뇌라고 말한다. 왜 하필 르네트인지 의문에 빠진 닥터는 르네트의 머릿속과 텔레파시로 연결하는데, 도리어 르네트가 닥터의 머릿속을 들여다 볼 수 있다고 하자 깜짝 놀란다. 한편 우주선에서 안드로이드들이 로즈와 미키를 사로잡아 똑같이 부품으로 쓰기 위해 분해하려는 순간, 닥터가 나타나 모두를 구해준다. 닥터는 안드로이드들이 르네트가 37세가 되었을 때로 시간의 창을 열려 한다는 것을 알게 되고, 그 나이가 된 르네트의 두뇌가 우주선의 시스템에 딱 알맞는 것이겠거니 하고 짐작한다. 이후 가장무도회에 시계태엽 안드로이드들이 나타나 르네트와 참석자들을 인질로 잡는다. 방 끝쪽에 있던 거대한 거울을 시간의 창으로 삼은 것이었다. 닥터와 로즈, 미키는 그 거울을 통해 반대편을 들여다볼 수는 있지만, 이전에 닥터와 대적한 안드로이드들이 누가 들어오지 못하도록 창을 잠궈버렸기 때문에, 창을 깨부숴 연결을 끊지 않는 이상에야 반대편으로 넘어갈 수는 없다는 사실을 깨닫고 고민에 빠진다.
안드로이드들이 르네트의 목을 자르려는 순간, 닥터가 말 아서를 타고 거울을 깨부수며 등장해 르네트를 구한다. 닥터가 안드로이드에게 이제 다시는 우주선으로 복귀해 수리를 할 수 없게 됐다고 말하자 안드로이드는 현실을 깨닫고 스스로 작동을 멈춘다. 사건이 마무리된 뒤, 시간 속에 영영 갇혀버리게 된 닥터에게 르네트는 예전에 닥터가 다시 돌아올까 하는 기대감으로 옛 벽난로를 베르사유 궁으로 온전히 옮겨다 놨다고 알려준다. 그 말에 벽난로로 당장 찾아간 닥터는 벽난로가 아직 시간의 창 기능을 하고 있는 것을 확인하고 우주선으로 넘어온다. 그리고는 르네트에게 여행짐을 챙겨 떠날 준비를 하라고 알리고, 르네트는 밤하늘의 별을 고르며 행복에 젖는다. 로즈와 미키가 잘 있는 것을 확인한 닥터는 재빨리 다시 시간의 창을 넘어오지만, 그 몇 초 사이에 반대편은 좀전의 시간대에서 7년이 흘러버린 것을 알게 된다. 루이 15세는 닥터를 찾아 르네트가 세상을 떠났고, 그에게 전하라 했다며 편지를 건넨다. 그 편지는 닥터가 빨리 돌아왔으면 한다면서 닥터를 사랑한다고 고백하는 내용이었다. 만감이 교차한 닥터는 타디스로 돌아와 우주선을 떠나기 전에 시간의 창들을 바라본다. 이후 셋은 안드로이드가 수리를 마치려면 왜 퐁파두르 부인의 두뇌가 필요했을까를 두고 이야기하다, 닥터는 이온 폭풍으로 우주선의 기억장치가 손상되어서가 아닐까 하며 추측하고 넘긴다. 타디스가 우주선을 떠나자 그 뒷편에 어느 여인의 초상화가 걸려 있고, 그 밑에 퐁파두르 부인의 탄생과 사망년도가 적혀 있었다. 그리고 우주를 영영 떠돌게 된 우주선의 바깥에 적힌 이름이 '퐁파두르 부인 호'로 밝혀지며 에피소드는 끝이 난다.

### 다른 에피소드와의 연관성
이 에피소드는 그 이전의 "School Reunion"과 바로 직결되는 줄거리이다. 하지만 에피소드의 각본을 맡은 모팻은 DVD 오디오 코멘터리에서 "School Reunion"의 마지막 부분을 못 읽어본 채 "The Girl in the Fireplace"를 집필했다며, 미키를 향한 로즈의 속상한 마음을 이 에피소드에서는 별로 드러내지 못했다고 밝혔다. 닥터의 머릿속을 읽은 르네트는 "닥터는 누구죠? (Doctor Who?)"라는 질문을 던지는데, 드라마의 제목과 닥터의 실제 이름을 두고 오랫동안 이어진 미스터리를 동시에 가리키는 부분이다. 르네트는 또 "비밀보다 더한 비밀이군요 (more than just a secret)"이라고 하지만 더는 묻지는 않는다. 모팻은 이 대사를 추가한 이유는, 닥터가 자신의 가장 가까운 동행자에게조차 이름을 밝히지 않기 때문에 그에 대해 뭔가 '지독한 비밀'이 있을 거라 믿기 때문이라고 밝혔다. 또 모팻은 에피소드 각본에 '토치우드' (시즌 2의 핵심 주제)란 단어는 넣지 않았는데, 데이비스가 그렇게 해달라고 하진 않았기 때문이라 밝혔다.

### 리뷰
- (영어) 〈The Girl in the Fireplace〉   - 아웃포스트 갈리프레이 리뷰
- (영어) "The Girl in the Fireplace"  리뷰 - The Doctor Who Ratings Guide